# L'Orchestre rouge (pel·lícula)
L'Orchestre rouge és una pel·lícula francesa de Jacques Rouffio, estrenada el 1989.

## Argument
Adaptada del llibre de Gilles Perrault, ell mateix inspirat en les memòries de l'espia soviètic Leopold Trepper, la pel·lícula descriu l'activitat de l'Orquestra Roja, una xarxa d'espionatge soviètica destinada a comunicar a Moscou una gran quantitat d'informació militar i econòmica relacionada amb els nazis durant la Segona Guerra Mundial, a França, Bèlgica i la mateixa Alemanya.

## Repartiment
- Claude Brasseur : Otto, M. Gilbert (Leopold Trepper)
- Daniel Olbrychski : Karl Giering
- Dominique Labourier : Lydia Bronstein
- Étienne Chicot : Léo Grossvogel
- Serge Avédikian : Hillel Katz
- Martin Lamotte : Kent (Anatoli Gurevitx)
- Roger Hanin : Ian Berzine
- Barbara De Rossi : Georgie de Winter
- David Warrilow : Piepe
- Adalberto Maria Merli : Berg
- Catherine Allégret : Rita Arnould
- François Berléand : Alfred Corbin
- László Szabó : Arvid Harnack
- Annick Alane : Juliette
- Bernard Charnacé : Heinrich Himmler
- Matthias Habich : Harro Schulze-Boysen
- Eva Ionesco : Margaret
- Jurgen Mash : Wilhelm Canaris
- Boris Bergman : Alamo
- Veruschka von Lehndorff : Anna Maximovitch
- Manfred Andrae : Gestapo Muller
- Christian Charmetant : Jean Marcel
- Marc Betton : el dentista
- Éric Prat : Keller
- François Joxe : Wenzel
- Michel Caron